# Catherine Poujol (CIERL)
Pour les articles homonymes, voir Catherine Poujol et Poujol.
Catherine Poujol, née le 17 juillet 1954, est une historienne française du XXe siècle et du XXIe siècle, chercheuse à l'Université libre de Bruxelles (CIERL), spécialiste de l'histoire des relations judéo-chrétiennes. 

## Biographie
Catherine Poujol est une chercheuse à l'Université libre de Bruxelles.

## Publications
- Catherine Poujol. David Feuerwerker, rabbin, résistant, enseignant, historien, Archives juives, Paris, 2002.
- Catherine Poujol. Aimé Pallière (1868-1949). Un chrétien dans le judaïsme. Desclée de Brouwer, Paris, 2003.  (ISBN 2-220-05316-4)
- Catherine Poujol. L'affaire Finaly, pistes nouvelles. Archives Juives n°37/2, 2004.
- Catherine Poujol.  Position divergente des prélats catholiques sur le baptême des enfants Finaly (1945-1953). Bulletin du Centre de Recherche Français de Jérusalem, no 16, 2005, page 45 à 119  edition.cens.cnrs.fr
- Catherine Poujol, avec la participation de Chantal Thoinet. Les Enfants cachés, l’affaire Finaly (1945-1953). Éditions Berg International, 2006.  (ISBN 978-2-911289-86-6)
- Fabien Lacaf et Catherine Poujol. Les enfants cachés, l’affaire Finaly. Bande-dessinée par Fabien Lacaf, dessinateur, et Catherine Poujol, scénariste. coll. IceBerg. Éditions Berg International, 2007.  (ISBN 978-2-911289-93-4)
- Catherine Poujol, L'Église de France et les enfants juifs, Des missions vaticanes à l’affaire Finaly (1944-1953), Presses universitaires de France, 2013  (ISBN 978-2-13-061929-1)

## Film sur l'affaire Finaly
- Une enfance volée : l’affaire Finaly, réalisé par Fabrice Genestal. Scénario, adaptation et dialogues de Philippe Bernard, en collaboration avec l’historienne Catherine Poujol. Produit par Elizabeth Arnac pour Lizland Films. Ce téléfilm, tourné en avril 2008, pour France 2 a  été  diffusé  par cette chaine le mardi 25 novembre 2008 avec Charlotte de Turckheim (qui tient le rôle de mademoiselle Brun) et Pierre Cassignard.